# Маркос Леонардо
Маркос Леонардо Сантос Алмейда (народився 2 травня 2003 року), відомий як Маркос Леонардо (бразильська португальська: [ˈmaʁkuz leoˈnaʁdu]) — бразильський футболіст, нападник клубу «Сантос».

## Клубна кар'єра

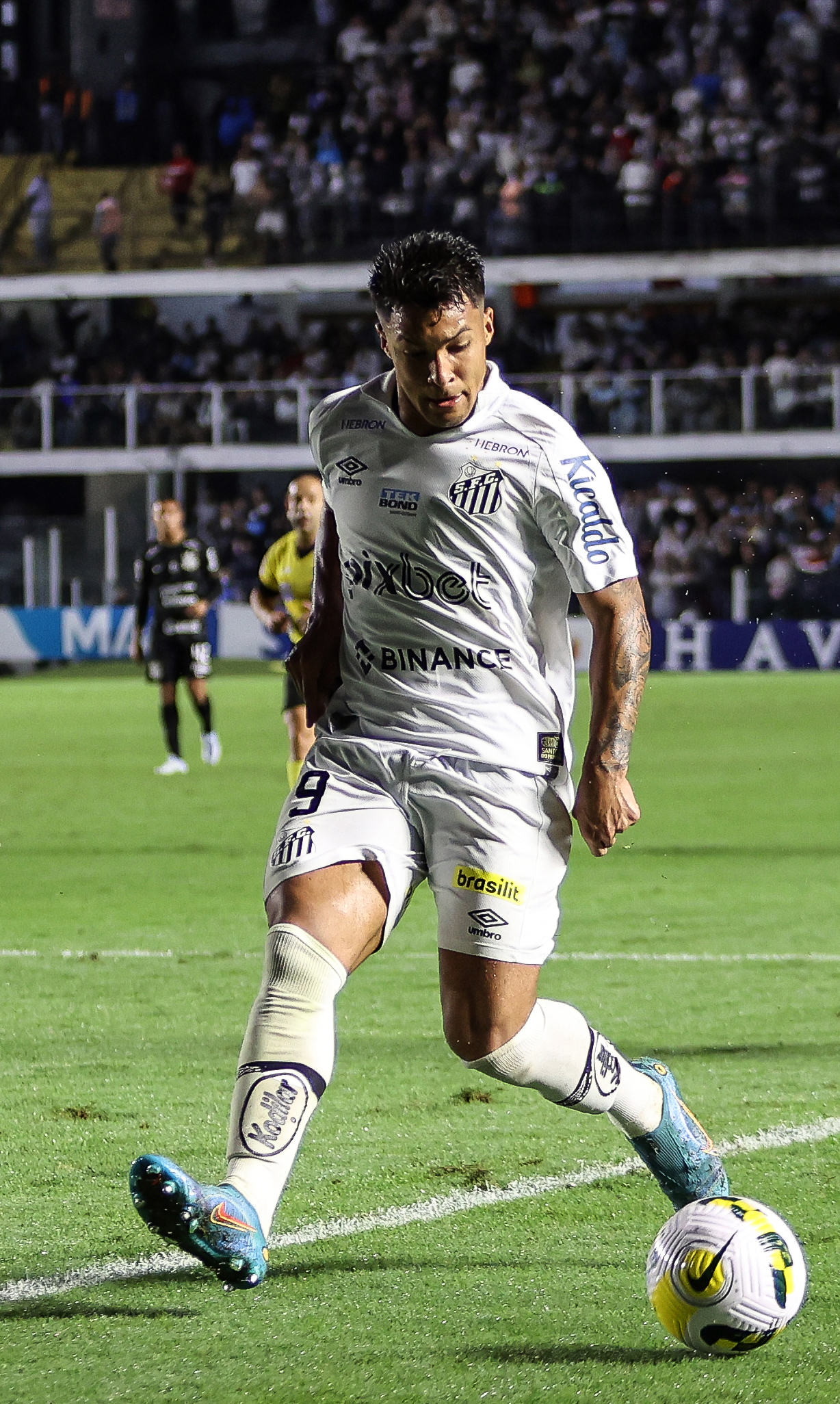
Маркос Леонардо у складі Сантоса у 2022

Маркос Леонардо народився в Ітапетінга, Баїя, переїхав до Таубате, Сан-Паулу в травні 2014 року і приєднався до юнацької команди «Сантоса» в серпні після випробовувального терміну.  23 жовтня 2019 року підписав свій перший професійний контракт із клубом на три роки.
21 липня 2020 року Маркос Леонардо був одним із п’яти гравців юнацької команди, зареєстрованих для участі у тогорічному сезоні Ліги Пауліста.  Його і професійний дебют і дебют у бразильській Серії А відбувся 20 серпня 2020, коли він вийшов на заміну Єферсону Сотельдо в другому таймі під час виїзної перемоги проти «Спорт Ресіфі» (1:0).
15 вересня 2020 року Маркос Леонардо дебютував у Кубку Лібертадорес, замінивши Раніеля в домашній нічиїй проти «Олімпії» (0:0). Він забив свій перший професійний гол 4 жовтня і забив третій гол для своєї команди у виїзній перемозі проти «Гоясу» з рахунком 3:2.
20 жовтня 2020 року Маркос Леонардо забив переможний гол у домашній перемозі з рахунком 2:1 над «Дефенса і Жустісіа», ставши шостим наймолодшим гравцем, що забив у Кубку Лібертадорес і четвертим наймолодшим таким бразильським гравцем.  Сезон 2021 року він провів як запасний варіант, спочатку для свого колишнього колеги по юнацькій команді Кайо Жорже, а згодом для свіжокупленого гравця Лео Баптістана.
15 січня 2022 року Маркос Леонардо погодився продовжити контракт із «Сантосом» до 2026 року

## Виступи за збірну
Маркос Леонардо представляв Бразилію на рівні юнацької збірної (U-17), граючи на турнірі Монтейгу 2019 року та турнірі розвитку УЄФА.  12 лютого 2021 року він і його одноклубник з Сантосу Реньєр були викликані до команди U-18.

## Особисте життя
Батько Маркоса Леонардо, відомий як Маркос Корінга, також був футболістом і нападаючим. Однак він виступав лише в аматорських турнірах у своїй рідній Баїї. 

## Зовнішні посилання
- Профіль на сайті ФК «Сантос
- Маркос Леонардо на сайті worldfootball.net (англ.) (нім.) (фр.) (ісп.) (порт.) (італ.) (нід.) (пол.)